# Kondratowo (Perm)
Kondratowo (russisch Кондра́тово) ist ein Dorf (derewnja) in der Region Perm in Russland mit 10.023 Einwohnern (Stand 14. Oktober 2010).

## Geographie
Der Ort liegt knapp 10 km Luftlinie südwestlich des Zentrums der Regionshauptstadt Perm am linken Ufer der Muljanka, eines linken Nebenflusses der Kama, etwa 4 km oberhalb der Mündung. Die Muljanka markiert dort die Stadtgrenze von Perm.
Kondratowo gehört zum Rajon Permski, dessen Verwaltungssitz ebenfalls Perm ist. Das Dorf ist Sitz der Landgemeinde Kondratowskoje selskoje posselenije, zu der außerdem die Dörfer Bereg Kamy (5 km nordwestlich, am Ufer der Kama, was der Ortsname auch bedeutet) und Saossinowo (7 km westnordwestlich) gehören. Kondratowo war bei der Volkszählung 2010 die viertgrößte Ortschaft Russlands mit dem zumeist für kleinere Dörfer üblichen Status derewnja nach Watutinki in der Oblast Moskau, das aber mit der Eingemeindung nach Moskau 2012 als Teil der Gemeinde (posselenije) Dessjonowskoje seine Eigenständigkeit verlor, Nowoje Dewjatkino in der Oblast Leningrad und Dawydowo in der Oblast Moskau.

## Geschichte
Der Ort wurde erstmals 1647 unter dem Namen Artemjewa in einer Auflistung der Besitzungen der Stroganows erwähnt, nach dem Gründer Artemi (Artemeika) Wercholanzew. 1782 ist erstmals die Form Kondratowa verbürgt, nach einem dort lebenden Kondrat Baklanow, jedoch bis ins 19. Jahrhundert auch noch die ursprüngliche Form. 1869 wurde die Bezeichnung Kondratowa festgeschrieben, später in die heutige Form abgewandelt.
Bis in die 1980er-Jahre blieb Kondratowo ein unbedeutendes Dorf mit nur wenigen hundert Einwohnern. Mittlerweile hatte sich die Millionenstadt Perm in südwestlicher Richtung fast bis dort ausgedehnt, und in dem Vorort entstanden erste Plattenbauten. Die Neubausiedlung trug zunächst den Namen Perwomaiski, gehörte aber verwaltungstechnisch immer zum Dorf Kondratowo. In den 1990er- bis 2000er-Jahren setzte sich die Bautätigkeit fort, zunehmend auch von Eigenheimen. Trotz des städtischen Charakters insbesondere des zentralen Teils des Ortes behielt er bislang den Status eines Dorfes.

### Bevölkerungsentwicklung
| Jahr | Einwohner |
| ---- | --------- |
| 2002 | 5.736     |
| 2010 | 10.023    |

Anmerkung: Volkszählungsdaten

## Verkehr
Westlich an Kondratowo führt die Umgehungsstraße um Perm im Verlauf der nach Perm führenden Zweigstrecke der föderalen Fernstraße M7 Wolga vorbei. Südlich des Dorfes wird diese von der Ausfallstraße von Perm in Richtung Flughafen Bolschoje Sawino und weiter als Regionalstraße 57K-0014 nach Ust-Katschka (früher R345) gekreuzt. Dort, beim Permer Stadtteil Werchnije Mully, schließt auch die direkt durch Kondratowo führende Straße an, die weiter in nordwestlicher Richtung die M7 und deren westliche Zufahrt nach Perm bei Bereg Kamy, unweit der 2005/2008 eröffneten dritten Permer Kama-Straßenquerung erreicht, der 1,7 km langen Krassawinski-Brücke im Verlauf der M7.
Nach Perm, in dessen westlichem Teil sich auch die nächstgelegene Bahnstation Perm II an der Transsibirischen Eisenbahn befindet, besteht Stadtbusverkehr.